# پوشش گیاهی حاره‌ای

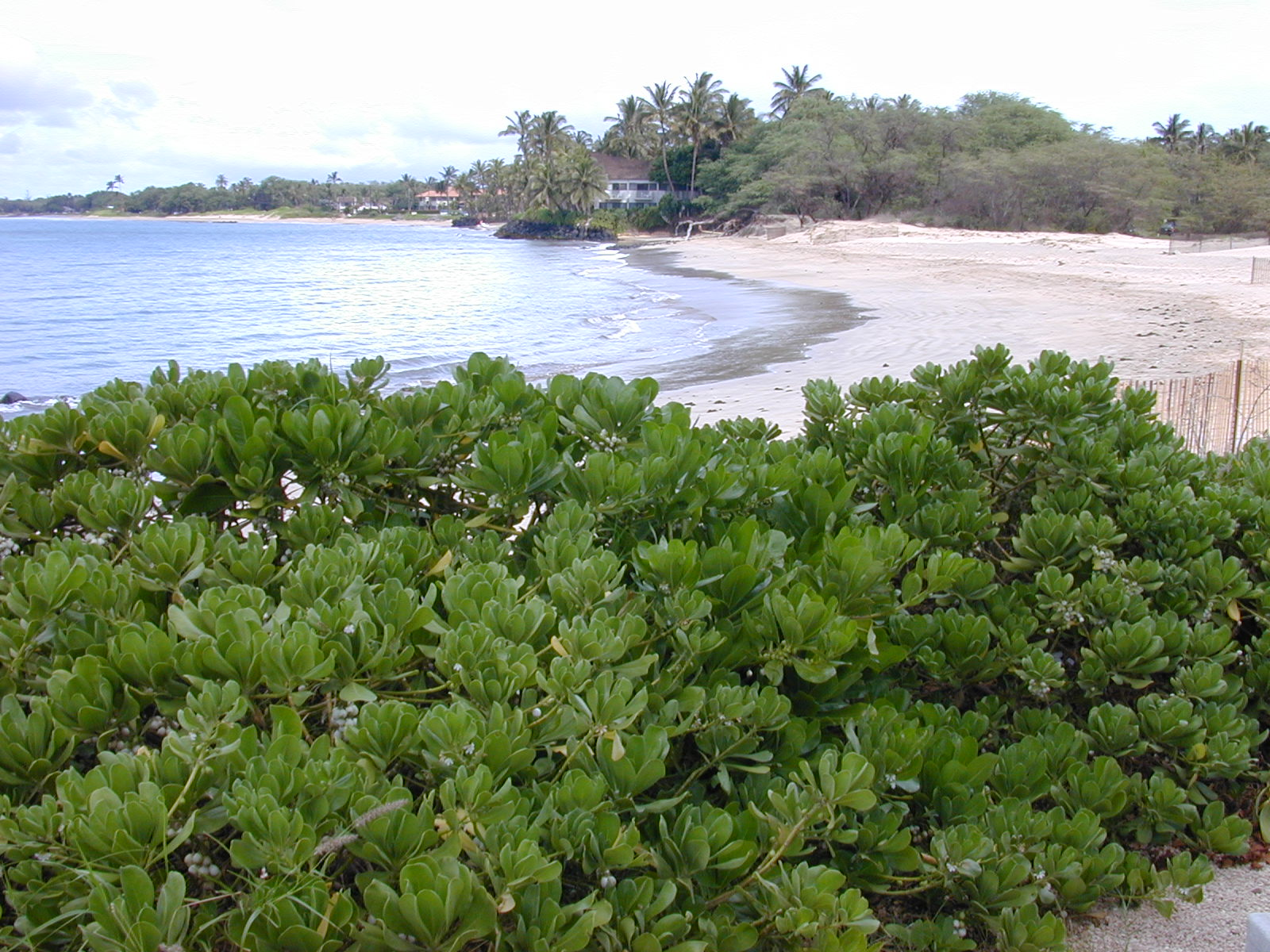
پوشش گیاهی خط کرانه گرمسیری در مائوئی با بوته Scaevola taccada در پیش زمینه

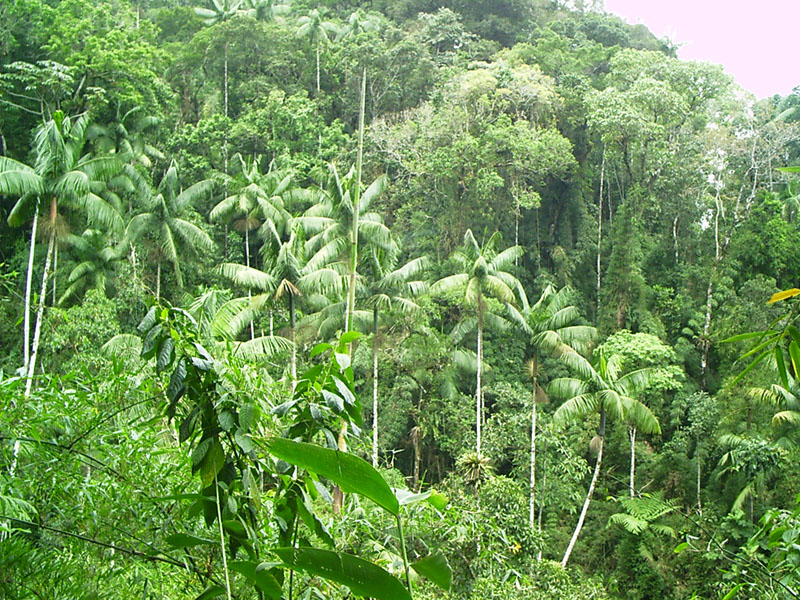
پوشش گیاهی انبوه جنگل‌های بارانی در پارک ملی Itatiaia در برزیل.

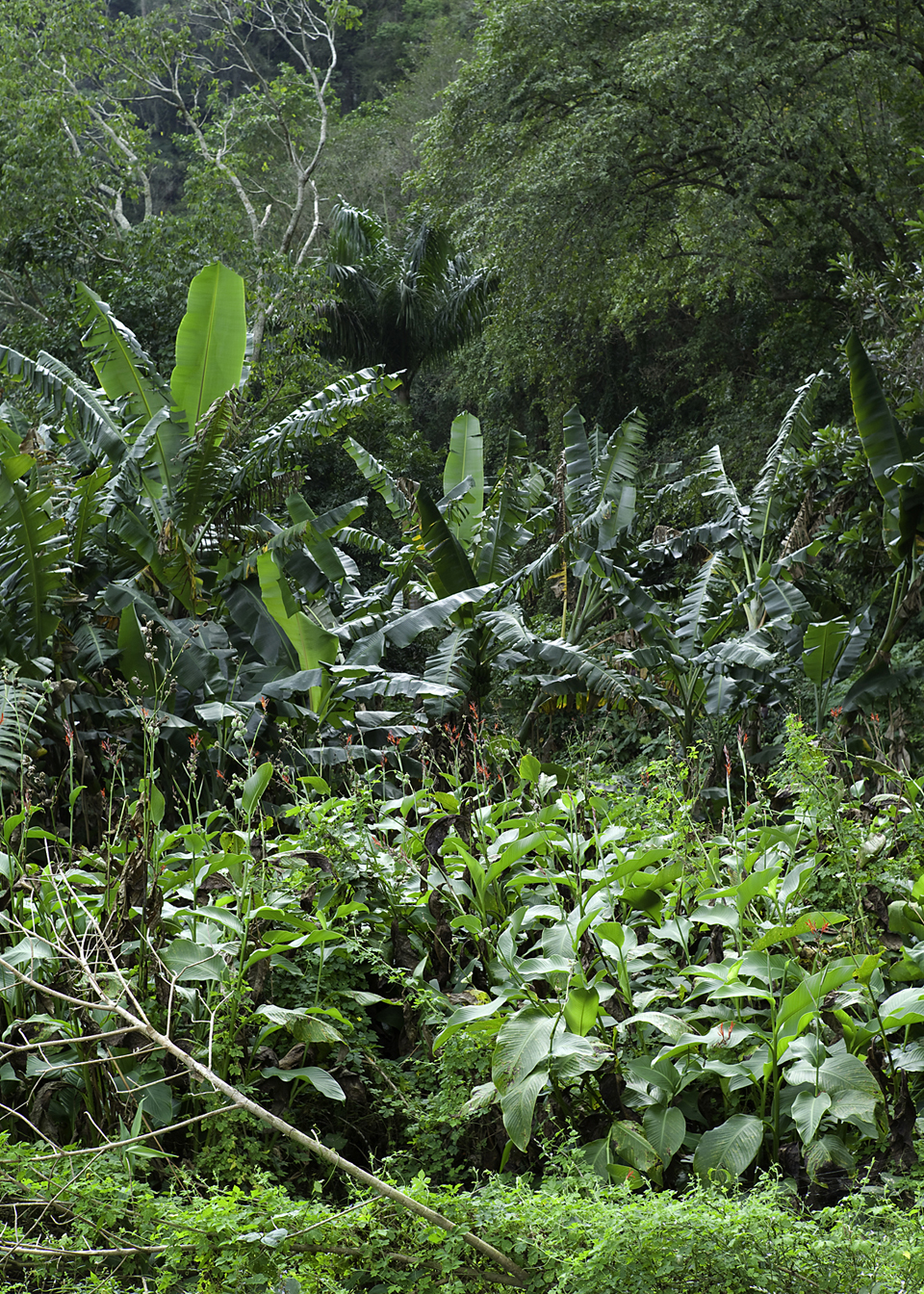
پوشش گیاهی نمادین در کارائیب، کوبا.

پوشش گیاهی حاره‌ای (به انگلیسی: Tropical vegetation)، هر گونه پوشش گیاهی در عرض‌های جغرافیایی منطقه حاره‌ای است. زندگی گیاهی که در آب و هوای گرم در طول سال رخ می‌دهد به‌طور کلی از نظر زیست‌شناسی متنوع‌تر از سایر عرض‌های جغرافیایی است. برخی از مناطق حاره‌ای ممکن است در تمام طول سال بارندگی فراوانی داشته باشند، اما برخی دیگر دارای فصل خشک طولانی هستند که چندین ماه طول می‌کشد و ممکن است از نظر طول و شدت با موقعیت جغرافیایی متفاوت باشد. این خشکسالی‌های فصلی تأثیر زیادی روی پوشش گیاهی دارد، مانند جنگل‌های خاردار ماداگاسکار. پوشش گیاهی جنگل‌های بارانی در پنج لایه طبقه‌بندی می‌شود. لایه بالایی لایه درخت بالایی است. در اینجا بزرگ‌ترین و تنومندترین درختان را در تمام جنگل پیدا خواهید کرد. این درختان دارای سایبان‌های بسیار بزرگ هستند تا بتوانند به‌طور کامل در معرض نور خورشید باشند. یک لایه زیر آن لایه درخت میانی است. در اینجا درختان و پوشش گیاهی فشرده‌تری خواهید یافت. این درختان معمولاً لاغرتر هستند زیرا سعی می‌کنند نور خورشید را بتوانند به دست آورند. لایه سوم بخش پایین درختان است. این درختان معمولاً حدود پنج تا ده متر ارتفاع دارند و به شدت فشرده می‌شوند. درختانی که در لایه سوم یافت می‌شوند، درختان جوانی هستند که سعی می‌کنند به درختان تاج بزرگ‌تر تبدیل شوند. لایه چهارم، لایه بوته‌ای در زیر تاج پوشش درختان است. این لایه عمدتاً توسط درختان نهال، درختچه‌ها و نهال‌ها پر شده است. لایه پنجم و آخرین لایه گیاهی کف جنگل است. کف جنگل به جز گیاهان مختلف، خزه‌ها و سرخس‌ها است. کف جنگل به دلیل نور خورشید و حرکت هوا بسیار انبوه‌تر از لایه‌های بالا است.
گونه‌های گیاهی بومی مناطق حاره‌ای که در بوم‌سازگان‌های حاره‌ای یافت می‌شوند به عنوان گیاهان حاره‌ای شناخته می‌شوند. برخی از نمونه‌های بوم‌سازگان حاره‌ای جنگل‌های گینه غرب آفریقا، جنگل‌های برگ‌ریز خشک ماداگاسکار و جنگل‌های پهن‌برگ ارتفاعات تایلند و جنگل ملی ال‌یونک در پورتوریکو هستند.